# Xestia inconspicua
Xestia inconspicua là một loài bướm đêm trong họ Noctuidae.